# Biosfeerreservaat Basjkierse Oeral
Biosfeerreservaat Basjkierse Oeral (Russisch: Биосферный резерват «Башкирский Урал») is een biosfeerreservaat gelegen in Basjkirostan in het oosten van Europees Rusland. De oprichting vond plaats op 12 juli 2012 per besluit van het Internationaal Coördinerend Comité van UNESCO's Mens- en Biosfeerprogramma (MAB). Het reservaat omvat vijf al bestaande natuurgebieden: Zapovednik Sjoelgan-Tasj, Nationaal Park Basjkiria, Natuurpark Moeradymovskoje Oesjtsjelje, Zakaznik Ikski en Zakaznik Altyn-Solok. Biosfeerreservaat Basjkierse Oeral heeft een oppervlakte van 479 km². Ook werd er een bufferzone van 904 km² en een overgangszone van 2.070 km² ingesteld. Het grondgebied van het reservaat omvat oude loof- en gemengde bossen, bergrivieren, kloven en bergsteppen.

## Flora en fauna
Biosfeerreservaat Basjkierse Oeral is zeer rijk qua flora en herbergt meer dan 1.650 verschillende plantensoorten. Hiervan zijn er 34 endemisch voor de Zuidelijke Oeral. Ook zijn er meer dan 2.000 diersoorten vastgesteld. Daarnaast is het gebied ook van archeologisch en cultureel belang. Belangrijke culturele elementen in het reservaat zijn de apicultuur, waarbij wilde honingbijen worden gehouden op een traditionele manier. Belangrijke archeologische monumenten zijn bijvoorbeeld de Grot van Kapova, waarop rotstekeningen uit het paleolithicum te zien zijn en de natuurlijke karstbrug over het riviertje Koeperlja.